# ORTF
L'Office de radiodiffusion-télévision française (ORTF) fou una empresa pública de la República Francesa encarregada dels serveis audiovisuals, creada el 27 de juny de 1964 per la llei núm. 64-621 i dissolta oficialment el 31 de desembre de 1974 per la llei núm. 74-696. La seva organització com a organisme autònom del govern copiava literalment la de la BBC britànica per desig personal del general De Gaulle, que l'havia conegut el 1940 al seu exili de Londres.

## Televisió
El 9 de febrer del 1949, la Radiodiffusion-Télévision Française (RTF) va substuir la RDF Radiodiffusion Française, tant a les cadenes de ràdio com a l'únic canal de televisió. El 27 de juny del 1964, la RTF va ser substituïda, al seu torn, per l'ORTF.
| Canal  | Logo | Data de creació        | Comentari |
| ------ | ---- | ---------------------- | --- |
| ORTF 1 |      | 9 de febrer de 1949    | Cadena generalista en blanc i negre amb desconnexions regionals des del 1950. A partir del 20 de desembre de 1961, es realitzen algunes transmissions de prova en 625 línies en color utilitzant el sistema SECAM a la xarxa VHF del canal en 819 línies, cada dimarts i dijous de 10:00 h a 12:00 h del matí, tractant de convertir directament el canal en 819 línies en un de 625 línies. Es va decidir abandonar el procediment, però a l'època de l'ORTF, fins al 1967, se seguia realitzant.                                                   |
| ORTF 2 |      | 21 de desembre de 1963 | Cadena generalista en color a partir del 1967, amb desconnexions regionals des del 4 d'abril del 1970. A partir de maig de 1959, es van realitzar diverses proves per a tractar d'emetre un segon canal en 819 línies de VHF perquè els dos canals es pogueren captar amb la mateixa antena. La recepció estava molt fortament interferida en ambdues freqüències i les emissions van fracassar. Entre el 16 de maig de 1963 i el mes de juliol del mateix any, es realitzen diverses proves d'emissió de la segona cadena de la RTF en color SECAM. |
| ORTF 3 |      | 31 de desembre de 1972 | Cadena generalista i interregional en color. |

Cal destacar que, entre el 17 d'abril del 1949 i el 17 de juliol del 1952, l'antiga RTF va emetre dos programes diferents amb dues programacions diferenciades des de l'emissor de la Torre Eiffel, 14 anys abans de la creació de l'ORTF 2: un programa en 819 línies, que emetia la programació regional de Lilla a partir del 1950 i una capçalera amb una imatge fixa de la Torre Eiffel, i un altre en 441 línies, que només s'emetia a París, amb la carta d'ajust de La Minerva i l'indicatiu Télévision Française ambientat pel Carnaval Romà de Hector Berlioz. La programació separada dels dos programes es va mantindre fins al 1952, però el canal en 441 línies, heretat de la Fernsehsender Paris, es va mantindre fins al 2 de gener del 1956, tot i que ja amb la mateixa programació que la que s'emetia en 819 línies.
Entre el 10 d'abril de 1950 i el mes de febrer del 1952, Télé Lille funciona de manera independent de l'única cadena nacional. Entre el 15 d'octubre de 1953 i el 25 de desembre del mateix any, Télé Strasbourg funciona de manera independent de l'emissora nacional. Entre 1956 i 1962, la majoria de la programació de RTF Algérie és independent. La RTF va fomentar la posada en marxa de la primera televisió marroquina, Telma, que va funcionar de manera semi-independent amb programació de la cadena nacional francesa entre el 28 de febrer de 1954 i el 20 de maig de 1955. A més, les cadenes dels territoris d'Ultramar Francesos funcionaren de manera independent durant tota l'etapa de l'ORTF.

### Estructura regional
- Télé Lille (1950) (Lilla i Amiens fins 1967)
- Télévision Française Strasbourg i ORTF Strasbourg[13][14] (1953) (Estrasburg)
- Télévision Marseille-Provence (1954) (Marsella, Niça i Còrsega)
- RTF Lyon i ORTF Rhône-Alpes[15][16][17] (1954) (Lió i Grenoble)
- RTF Algérie (1956-1962) (Alger).
- Télé Toulouse-Pyrénées[18] (1962)[19] (Tolosa i Montpeller)
- Télé Bordeaux-Aquitaine (1962, amb Tolosa)[20] (Bordeus)
- ORTF Lorraine[21] (1963) (Nancy)
- Télé Bretagne-Breiz[8] (1964) (Rennes)
- Télé Loire-Océan[22] (1964) (Nantes i Le Mans)
- Télé Paris-Normandie-Centre (1964) (París, Orleans, Roan i Caen)
- ORTF Auvergne[23] (1964) (Clarmont d'Alvèrnia)
- ORTF Hautvillers-Champagne[24] (1965) (Reims)
- Télé Limoges-Centre-Ouest (1965) (Llemotges i Poitiers)
- ORTF Bourgogne-Franche-Comté[25] (1965) (Dijon i Besançon)
- Télé Martinique (1964) (Martinica)
- Télé Guadeloupe (1964) (Guadalupe)
- Télé Réunion (1964) (La Reunió)
- Télé Tahiti (1965) (Polinèsia Francesa)
- Télé Nouméa (1965) (Nova Caledònia)
- Télé Guyane (1967) (Guaiana Francesa)
- Télé Saint-Pierre et Miquelon (1967) (Saint-Pierre i Miquelon)
- ORTF Picardie (1967) (Amiens)
- ORTF Djibouti (1967) (Djibouti): actual Radiodiffusion Télévision de Djibouti (RTD), pertanyé a l'ORTF i FR3 fins al 1977.[26]

## Ràdio
6 emissores nacionals:
- France Culture (1944). Ràdio nacional cultural. Va començar des dels locals de l'antiga Radio Paris (1924-1944), el primer nom de la qual fou Radiola (1922-1924) i a l'antiga freqüència de la primera emissora francesa, Radio Tour Eiffel (1921-1940).
- France Inter (1945). Ràdio nacional generalista.
- Inter-Variétés (1924-1974). Conjunt de ràdios regionals en ona mitjana adscrites a l'emissora nacional Radio PTT (inaugurada al 1923) fins a 1940. Entre 1940 i 1944 emeten la col·laboracionista Radio Nationale. Entre 1944 i 1949, emeten en desconnexió del Programme National. A partir de 1945 les ràdios locals també emeten en desconnexió de Le Programme Parisien, emissora de capçalera.[27] Al 1957, totes les emissores regionals s'adscriuen a la xarxa France 2-Régional. Al 1963, passen a emetre a l'ona mitjana de France Inter sota els noms de France Inter-Régional (programes regionals) i Inter-Variétés, per als programes nacionals d'entreteniment, emesos a les nits entre setmana, i durant el dia als caps de setmana. La seua programació era similar al que posteriorment seria Radiocadena Compàs (de Radiocadena Espanyola) a Espanya als anys 80. Al 1974, les emissions regionals segueixen a la xarxa d'ona mitjana de France Inter fins al 1975, quan passen a dependre de FR3 Radio (Radio France a partir de 1983), emetent a través de la xarxa d'ona mitjana de France Inter o de France Culture fins al 1986.[28]
- France Musique (1954). Ràdio nacional dedicada a la música clàssica en FM.
- Radio Sorbonne (1947).
- Ràdio París (1931). Ràdio internacional, anomenada Ràdio París a la resta del món.

34 emissores regionals (a l'ona mitjana de France Inter a partir de 1963):
- Toulouse-Pyrénées (1924), actual France Bleu Occitanie.[29]
- Inter-Alsace (1925) (Alsàcia), actual France Bleu Alsace.
- Radio Marseille (1925), actual France Bleu Provence.[30]
- Radio Bordeaux (1926) (Gironda), actual France Bleu Gironde.
- Radio Rennes-Bretagne (1926) (Bretanya), actual France Bleu Armorique.
- Radio Limoges Centre-Ouest (1926) (Llemosí), actual France Bleu Limousin.
- Radio Alpes-Grenoble (1927), actual France Bleu Isère.
- Montpellier-Languedoc (1927), actual France Bleu Hérault.
- Radio Nîmes (1927), actual France Bleu Gard Lozère.
- France Inter Nord-Picardie (1927), actual France Bleu Nord. Inicialment Radio Lille.[31]
- Radio Saint-Denis (1929) (Illa de la Reunió), actual Réunion 1ère. Emissora totalment independent de París.
- Radio Saint-Pierre et Miquelon (1930) (Saint-Pierre i Miquelon), actual Saint-Pierre et Miquelon 1ère. Emissora totalment independent de París.
- Radio Nice (1936), actual France Bleu Azur.[30]
- Radio Guadeloupe (1937) (Guadalupe), actual Guadeloupe 1ère. Emissora totalment independent de París.
- Radio Nouméa (1937) (Nova Caledònia), actual Nouvelle-Calédonie 1ère. Emissora totalment independent de París.
- Radio Martinique (1937) (Martinica), actual Guadeloupe 1ère. Emissora totalment independent de París.
- Radio Brazzaville (1940-1972) (Àfrica Equatorial Francesa). Després Poste National. Emissora totalment independent de París.
- France Inter Clermont-Auvergne[32] (1944) (Puèi Domat), actual France Bleu Pays d'Auvergne.
- Inter Lorraine-Champagne (1944) (Lorena), actual France Bleu Sud Lorraine.
- Ràdio Perpinyà-Rosselló (1945), actual França Blau Rosselló.
- Inter Paris Île-de-France (1945) (Illa de França), actual France Bleu Paris. Abans Le Programme Parisien (1945-1957) i France 2 Paris-Île de-France (1957-1963).
- Radio Bretagne-Nantes (1945), actual France Bleu Loire Océan.[33] Finestra en desconnexió de Radio Bretagne des de Nantes.
- Radio Poitiers (1946), actual France Bleu La Rochelle.[34]
- Radio Strasbourg 2 (1948) (Alsàcia), actual France Bleu Elsass. Desconnexió en alsacià de France Culture.[35]
- Radio Tahiti (1949) (Polinèsia Francesa), actual Polynésie 1ère. Emissora totalment independent de París.
- Radio Guyane (1951) (Guaiana Francesa), actual Guyane 1ère. Emissora totalment independent de París.
- Inter Lorraine-Champagne-Reims (1953), actual France Bleu Champagne-Ardenne.[36] Finestra en desconnexió d'Inter Lorraine-Champagne des de Reims. Va iniciar la seua emissió substituïnt l'antiga emissora local de l'American Forces Network (AFN Reims), en marxa des del 1945.
- Radio Lille Académie (1959-1963). Segona emissora regional de Radio Lille, emesa a la freqüència d'FM de France 3-National a Lilla.[37]
- Radio Comores (1961) (Comores), actual Mayotte 1ère o Radio Comores (de l'Office de Radio et Télévision des Comores). Emissora totalment independent de París.
- Radio Côte Basque (1961), actual France Bleu Pays Basque.
- Inter-Corse (1963) (Còrsega), actual France Bleu RCFM.
- Radio Bourgogne (1965) (Borgonya), actual France Bleu Bourgogne.
- Radio Cherbourg (1966) (Mànega), actual France Bleu Cotentin.
- France Inter Besançon (1966),[38] actual France Bleu Besançon.

15 emissores regionals musicals:
- FIP-France Inter Paris (1971), encara en funcionament com a FIP. Sense relació amb l'ona mitjana d'Inter-Variétés Paris Île-de-France.
- FIM-France Inter Marseille (1972).
- FIR-France Inter Reims (1972).
- FIL-France Inter Lorraine (1972).
- FIB-France Inter Bordeaux (1972).
- FIL-France Inter Lyon (1972).
- FIAL-France Inter Alsace (només a l'estiu de 1972).
- FIB-France Inter Biarritz (només a l'estiu de 1972).
- FID-France Inter Dijon (només a l'estiu de 1972).
- FIL-France Inter Limoges (només a l'estiu de 1972).
- FIR-France Inter Rennes (només a l'estiu de 1972).
- FICA-France Inter Côte d'Azur (1973).
- FIL-France Inter Lille (1973).
- FIT-France Inter Toulouse (1973).
- FILA-France Inter Loire-Atlantique (1974).

29 emissores colonials reagrupades sota la societat "Société de radiodiffusion de la France d’Outre-mer" (SORAFOM) l'any 1955, i la seva successora "Office de coopération radiophonique" (OCORA) entre 1962 i 1975:
- Radio Alger 1 (1926) (Algèria). Primer Radio PTT Alger (1926), després Radio France (1942-1945),[42][43] Alger-France 5 (1958), Radio France Alger (1961) i RTA Chaîne 3 (1962). Emissora de la xarxa France 5, totalment independent de París. Actual Alger Chaîne 3.
- Radio PTT Maroc (1928) (Marroc): propietat de la RTF fins a 1956, actual emissora principal de la SNRT.
- Radio Tananarive (1931) (Madagascar): inagurada el 29 d'abril de 1931, anomenada Radio Nationale Malgache a partir de 1960, i actualment Radio Nasionaly Malagasy.
- Radio Congo (1936) (Àfrica Equatorial Francesa): inaugurada com a Radio Club 1936, canvia de nom a Radio Brazzaville el 1940, a Radio Brazzaville-Afrique Équatoriale Française el 1946, Radio Inter-Équatoriale el 1959, a Radiodiffusion Nationale Congolaise el 1960, i a La voix de la révolution congolaise el 1965. Des del 1991 s'anomena Radio Congo[44][45][46]
- Radio Orient-CSF (1938) (Líban): canvia el seu nom pel de Radio Libanaise el 1946, i Radio Liban des de 1975[47]
- Radio Tunis 1 (1938) (Tunísia): en francés, actual Radio Tunis Chaîne Internationale (RTCI),[48][49] de l'Establiment de Radio i Televisió Tunisià, pertanyé a la RTF fins al 1957.[50][51]
- Radio Tunis 2 (1939) (Tunísia): canal en àrab, actual Radio Tunis, de l'ERTT, pertanyé a la RTF fins al 1957.
- Radio Dakar (1939) (Senegal): després Dakar Afrique (1951), Radio Inter-Afrique Occidentale Française (1955), Radio Inter (1958), i Radio Mali (1959), com a cadena destinada a tot l'Àfrica Occidental Francesa.[52] Actualment Radio Sénégal des de 1960, de la Radiodiffusion Télévision Sénégalaise.
- Radio France Asie (1939-1956) (Ciutat Ho Chi Minh i sud-est d'Àsia). Va emetre com a Radio Saïgon entre 1930 i 1932, l'any 1936 i, finalment, entre 1939 i 1956.[53] Es va anomenar Radio France Asie entre 1950 i 1956.[54] Emissora totalment independent de París.
- Radio Douala (1941) (Camerun): actualment propietat de la Cameroon Radio Télévision (CRTV).
- Radio Alger 2 (1944) (Algèria). Primer Radio Alger 2 (1944), i després Alger 2-France 5 (1958), Radio France Alger 2 (1961) i RTA Chaîne 1 (1962). Emissora de la xarxa France 5, totalment independent de París. Actual Alger Chaîne 1.
- Radio Alger 3 (1948) (Algèria). Primer Radio Alger 3 (1948), i després Alger 3-France 5 (1958), Radio France Alger 3 (1961) i RTA Chaîne 2 (1962). Emissora de la xarxa France 5, totalment independent de París. Actual Alger Chaîne 2.
- Radio Abidjan (1951) (Costa d'Ivori): Radio Côte d'Ivoire des de 1961.
- Radio Cotonou (1952) (Benín): Radio Dahomey el 1958, La Voix du Progrès el 1970, La Voix de la Révolution el 1972 i, des de 1990, Radio Bénin, de l'Office de Radiodiffusion et Télévision du Bénin (ORTB).[55][56]
- Radio Saint-Louis (1952) (Senegal): cadena destinada als senegalesos amb programes de proximitat en diverses llengües locals. Esdevé més tard Dakar Inter i la Chaîne Internationale de Radio Sénégal el 1960, propietat de la Radiodiffusion Télévision Sénégalaise.[57]
- Radio Conakry (1952) (Guinea): Radio Guinée el 1958, Radio Nationale Guinéenne el 1960 i, actualment, Radio Télévision Guinéenne (RTG 1).[58]
- Radio Lomé-Togo (1953) (Togo):[59] actualment Radio Lomé.
- Radio Tchad (1955) (Txad): actualment Radiodiffusion Nationale Tchadienne[60]
- Radio Djibouti 1 (1955) (Djibouti):[61] actuellement RTD 1.[62] 1967-1977, de la Radiodiffusion Télévision de Djibouti, propietat de l'ORTF i, posteriorment, FR3 fins al 1977.
- Radio Cameroon-Yaoundé (1955) (Camerun): actualment CRTV Le Poste National.
- Radio Soudan (1957) (Mali):[63] des de 1960, Radio Nationale du Mali (Radio Mali), de l'Office de Radiodiffusion Télévision du Mali (ORTM).
- Radio Mauritanie (1957) (Mauritània).
- Radio Garoua (1958) (Camerun): actualment propietat de la Cameroon Radio Télévision (CRTV).
- Radio Niger (1958) (Níger): La Voix du Sahel des de 1974.
- Radio Bangui (1958) (República Centreafricana): actual Radio Centrafrique.
- Radio Haute-Volta (1959) (Burkina Faso):[64] actualment Radio Burkina, de la Radiodiffusion-Télévision du Burkina.
- Radio Gabon (1959) (Gabon).
- Radio Djibouti 2 (1966) (Djibouti):[65] actualment RTD 2 de la Radiodiffusion Télévision de Djibouti, propietat de l'ORTF i, posteriorment, FR3 fins al 1977.

## Programació en altres llengües

### Àrab
La RTF Télé Alger va emetre simultàniament en àrab i francés des del 24 de desembre del 1956 fins a la independència d'Algèria, el 5 de juliol del 1962, donant origen a la RTA.
A més, la RTF va gestionar la primera televisió marroquina, la Telma, entre el 28 de febrer de 1954 i el 20 de maig de 1955. El canal emetia programació la programació de la RTF una part del temps, tot i que feia desconnexions amb programes propis en àrab.

### Flamenc
Al nord de França, la RTF va inaugurar la primera desconnexió regional francesa, l'antena Télé Lille l'any 1950, cobrint les regions de Picardia i Nord - Pas de Calais, i tot Bèlgica. El 20 de juny del 1953 va començar el primer programa de Télé Bruxelles INR-Tele Brussel NRI, en què la RTF programava emissions en flamenc i francés a través de Télé Lille, en desconnexió per a Bèlgica realitzades per l'INR-NRI.
A partir de l'any 1956, començaren els primers informatius de l'INR/NRI, ja separats de la RTF. Amb el pas del temps, l'any 1960, l'INR/NRI es va separar en RTBF i VRT, respectivament.

### Occità
La televisió va arribar a la Provença l'any 1954 amb l'antena de la RTF Télé Marseille-Provence. A partir de l'any 1962 es van realitzar programes experimentals de televisió de la RTF Midi-Pyrénées-Aquitaine, que emetien per a una zona molt àmplia que comprenia les regions del Migdia-Pirineus i el Llenguadoc-Rosselló (Télé Toulouse-Pyrénées), i l'Aquitània i el Llemosí (Télé Bordeaux-Aquitaine), que emetien alguns programes conjunts en francès, mentre que, per a l'emissió d'altres programes, es repartien el temps d'emissió fins a l'any 1965 al Llemosí, i 1966 a Aquitània. L'any 1964 es va inaugurar el centre de l'ORTF a Alvèrnia, que es repartia el temps amb el centre de Lió, que emetia informació regional des del 1961.
EL 9 de desembre del 1965 es va escoltar per primera vegada una cançó en occità a l'informatiu Provence Actualités, de l'antena de l'ORTF Télé Marseille-Provence i, a partir del 1970, també se'n van poder escoltar algunes a l'informatiu de Tolosa. No seria fins l'època de FR3 quan la programació en occità arribaria a la televisió.

### Basc
El 4 d'octubre del 1971, l'antena de l'ORTF Télé Bordeaux-Aquitaine emetia el primer programa en basc de la història de la televisió, 5 anys abans de l'emissió d'Euskalerria, el primer programa en euskera a TVE Tele Norte, i 11 anys abans del naixement d'ETB. El programa era el magazín Herria, que es va mantindre en antena fins a l'any 1992.

### Bretó
A partir del 7 de gener del 1971, els dos canals de l'ORTF emeten el primer programa en bretó, Breiz O Veva, que estigué en antena fins a l'any 1982, ja amb FR3.

### Alsacià
L'antena de la RTF a Alsàcia, RTF Télévision Française Strasbourg va començar l'emissió de programes regionals l'any 1954
Des de les primeres emissions es va poder escoltar l'alsacià a programes teatrals i de varietats musicals, presentats per Germain Muller, tot amb l'objectiu de reduir la influència de la televisió alemanya Deutsches Fernsehen, que tenia un 50% d'audiènce a Alsàcia, on encara es parlava majoritàriament la llengua auctòctona. La població alsaciana preferia informar-se amb els programes regionals alemanys que amb els programes de la RTF produïts a París.
Els primers programes regulars en alsacià començaren el 1966. No seria fins a la dècada de 1980 quan els programes en alsacià s'intensificarien.

### Llengües criolles
L'any 1971, l'ORTF va començar l'emissió d'alguns programes en llengües criolles a La Reunió, mentre que a Martinica ho va fer al 1973.